# Esteban Cifuentes
Esteban Cifuentes Surroca (Barcelona, España; 1914 - Arrás, Francia; 30 de octubre de 1938) fue un futbolista español, que se desempeñaba como medio. Falleció estando en activo, a los 23 o 24 años, al sufrir un infarto tras un partido.

## Trayectoria
Nacido en el barrio de San Andrés de Barcelona, empezó su carrera en las categorías inferiores del UE Sant Andreu, llegando a participar en algunos encuentros con el primer equipo. En 1929 se incorporó al FC Santboià, donde jugó tres temporadas, con un breve paréntesis en el CE Sabadell, en 1930. En esta época combinaba el fútbol con el trabajo en su negocio de confección de camisas, ubicado en Sabadell.
En 1932 se convirtió en profesional al fichar por el FC Barcelona. Con los azulgrana jugó dos partidos en Primera División la temporada 1932/33. La temporada 1933/34 la empezó con el equipo reserva barcelonista, pero en noviembre se marchó al Levante FC, con el que jugó algunos partidos en Tercera División. Terminó esa temporada en las filas del RCD Espanyol. Con los blanquiazules disputó 17 partidos de liga de Primera durante la temporada 1934/35. Las siguientes campañas pasó por la UE Sants y el EC Granollers, antes de exiliarse a Francia durante la Guerra Civil.
En el país galo defendió los colores del Racing de Estrasburgo en la Primera División y del Nîmes Olympique en Segunda. El 30 de octubre de 1938 falleció en el estadio del Racing Club d'Arras víctima de un infarto, después de un partido entre el Nîmes y el club local.

## Selección nacional
En 1934 jugó dos partidos amistosos con la selección de fútbol de Cataluña.

## Clubes
| Club            | País    | Año       |
| --------------- | ------- | --------- |
| UE Sant Andreu  | España  | 1929      |
| Santboià        | España  | 1929-1930 |
| Sabadell        | España  | 1930-1931 |
| Santboià        | España  | 1931-1932 |
| Barcelona       | España  | 1932-1933 |
| Levante         | España  | 1933-1934 |
| Espanyol        | España  | 1934-1935 |
| Sants           | España  | 1935-1936 |
| Granollers      | España  | 1936-1937 |
| RC Strasburg    | Francia | 1937-1938 |
| Nîmes Olympique | Francia | 1938      |